# Mons Porphyrites
Mons Porphyrites ist ein römischer Steinbruch in der östlichen Wüste Ägyptens. Er liegt etwa 45 Kilometer vom Meer entfernt an der Straße zwischen Maximianopolis/Kainopolis im Niltal und Myos Hormos (Abu Sha’ar Al-Qibli am Roten Meer), 55 Kilometer westlich von Hurghada am nordöstlichen Steilhang des Dschebel-Duchan-Gebirges (Rauchberge), dessen höchster Berg 1626 Meter hoch ist. Das Gebirge selbst besteht aus präkambrischen Ergussgesteinen. Im Steinbruch selbst wurde ein purpurroter oder schwarzer Porphyr (Andesit) mit weißen oder rosa Einsprenglingen aus Feldspat abgebaut, der extrem selten und damit wertvoll war. Der kaiserliche Porphyr findet sich nur in einem kleinen Bereich von etwa sechs Quadratkilometern Ausdehnung. Andere Abbaustellen (Barton) lieferten schwarzen Porphyr. Eine zweite Variante ist grünschwarz mit weißen bis schwach grünlichen Phänokristallen, die bis zu fünf Millimeter groß sind.

## Geschichte
Das Bergwerk war zwischen 29 und 335 n. Chr. in Betrieb, der Nordwest-Steinbruch war wohl der älteste.
Nach Steinfunden ist auch ein Betrieb in der späten prädynastischen Zeit und im frühen Alten Reich sowie in ptolemäischer Zeit anzunehmen, wofür es vor Ort aber kaum Belege gibt.
In den 1930er-Jahren wurde der Steinbruchbetrieb unter Prinz Faruk kurzfristig wieder aufgenommen, währenddessen der Stein vor allem in Kairo Verwendung fand.

## Verwendung des Steins
Die Römer nannten das Material lapis porphyrites (Purpurstein); in Italien wird es porfido rosso Egiziano oder porfido rosso antico genannt. Die grün-schwarze zweite Variante wurde lapis hieracitis (Falkenstein) genannt, auf Italienisch porfido verde Egiziano, deren mehr schwärzliche Ausprägung lapis porphyrites niger (schwarzer Purpurstein).
Mit diesem Material wurde eine Reihe von Bauwerken in Rom ausgestattet, dort sind bislang 134 Säulen bekannt. Die größte bekannte Porphyr-Säule stand im Sonnentempel in Baalbek (Libanon), wurde unter Justinian I. nach Konstantinopel gebracht und in die Hagia Sophia eingebaut. Die Exedrae der Hagia Sophia enthalten insgesamt acht Säulen aus kaiserlichem Purpur, Prokop beschreibt in seinem Buch De Aedificis ihren „purpurroten und scharlachroten Glanz“ und vergleicht den Effekt mit einer blühenden Wiese.
Die größte Porphyrschale stammt aus Neros Goldenem Haus. Papst Clemens IX. (1600–1669) ließ sie aus der Villa von Papst Julius III. in den Vatikan transportieren und dort provisorisch aufstellen. Heute steht sie in der Sala Rotunda im Vatikan, wo sie auf einer Bronzeauflage mit vier Löwenfüßen ruht. Der Stein in der Porphyra des Großen Palastes zu Konstantinopel war Anna Komnena zufolge aus Rom an den Bosporus gebracht worden.
Auch Karl der Große beschaffte sich 786 mit der Erlaubnis von Papst Hadrian Säulen aus Rom, um sie in die Pfalzkirche in Aachen einzubauen (sogenannte Spolien). Dabei handelt es sich um zwei kleinere, polierte Säulen aus einem grünen ägyptischen Porphyr, die heute im Museum neben der Kirche stehen. Mehrere Säulen aus rotem Porphyr befinden sich im Dom vom Magdeburg, die von Otto dem Großen in Italien geholt wurden. Auch der Taufstein im Magdeburger Dom ist aus rotem Porphyr und soll in der Antike Teil eines Brunnens gewesen sein.
Außer für Säulen wurde das Material auch für Statuen, Verkleidungen (zum Beispiel im Pantheon) und Sarkophage verwendet. Nach Sueton wurde Nero als erster römischer Kaiser in einem Sarkophag aus rotem Porphyr begraben. Auch Konstantin und seine Frau Konstantina besaßen solche Särge (heute im Vatikan). Auch Kaiser Friedrich II., Heinrich VI., König Wilhelm I. und die Kaiserin Konstanze wurden in wiederverwendeten antiken Sarkophagen aus rotem Porphyr begraben (Kathedralen von Palermo bzw. Monreale auf Sizilien).

## Bauwerke
Die Steinbrüche liegen am Berghang und im Gipfelbereich, die Unterkünfte der Arbeiter dagegen am Hang und im Tal. Die wichtigsten Siedlungen liegen bei der Befestigung am Rand des Wadis Al-Maa'mal (oder Abu Ma'amel) und auf dem Südhang des Dschebel Duchan (Badi'a). Die Siedlungen waren wie die von Mons Claudianus befestigt und enthielten außer den Unterkünften der Steinbrucharbeiter Ställe, Zisternen, Brunnen und Bäder sowie ein kleines Gräberfeld. Wie die Grabungen belegten, wohnten hier auch Frauen und Kinder, es wurden Haarnadeln und Spielzeugkämme gefunden. Ein Serapis-Tempel wurde einer Inschrift zufolge zwischen 117 und 119 n. Chr. erbaut, „als Rammius Martialis Gouverneur von Ägypten war“. Eine 1823 von Wilkinson entdeckte Stele verweist auf die Existenz einer christlichen Kirche.
Auf den Wänden des Steinbruchs befinden sich Sgraffiti in griechischer Sprache. Außerdem wurden zahlreiche beschriebene Scherben (Ostraka) entdeckt.
Heute gibt es in dem Gebiet keine Quellen, lediglich das Wadi Umm Sidri führt Grundwasser und weist eine spärliche Vegetation aus Christusdorn und Akazien auf. Im Sommer kann es bis zu 45 °C heiß werden.

## Infrastruktur
Der Steinbruch ist über steile Serpentinenpfade mit den Siedlungen verbunden. Die Steine, Rohblöcke von etwa 2 Metern Länge und Gewichten von 20 Tonnen wurden über breite Rutschen, die im Gelände noch gut zu erkennen sind, ins Tal hinabgelassen. Ihr Verlauf ist durch rundliche Lesesteinhaufen markiert. In einiger Entfernung von den Siedlungen befanden sich große Rampen. Es ist anzunehmen, dass hier die Steine auf Ochsenwagen geladen wurden, um so über die 150 Kilometer lange Strecke bis ins Niltal bei Qena befördert zu werden. Die Straße folgte dem Wadi Abu Mu’amal (Tal der Werkstätten) ins Wadi Umm Sidri und Wadi Belih, überquerte die Wasserscheide zwischen dem Roten Meer und dem Mittelmeer und folgte dann dem Wadi al-Attrash und dem Wadi Qena. Sie wurde Via Porphyrites genannt und bereits von Claudius Ptolemäus und Strabo beschrieben. In Abständen von jeweils einer Tagesreise lagen hier sieben befestigte Quellen (hydreumata). Die Gebäude waren etwa 14 Quadratmeter groß und besaßen zwei Türme. Die Nutzung der ersten Station, Badi'a, wird durch Münzen von Hadrian, Trajan, Konstantin und Theodosius datiert. Die nächste Station am Eingang zum Wadi Qattar ist weitgehend zerstört. Die weiteren Stationen sind Deir al-Attrash, Saqqia und Al-Heita mit doppelten Befestigungsanlagen. Auch die letzte Station ist völlig zerstört. Von Qena aus wurden die Steine mit Schiffen weitertransportiert.

## Forschungsgeschichte
Der Stein selbst wurde angeblich 18 n. Chr. durch einen römischen Legionär entdeckt. 1823 wurde der Steinbruch durch James Burton und John Gardner Wilkinson von der Royal Geographical Society wiederentdeckt. Georg August Schweinfurth benannte drei Abbaustellen (Lycabettos, Rammius, Lepsius), eine vierte heißt einfach Nord-West. Ein Steinbruch für schwarzen Porphyr wurde 1994 von Nick Bradford entdeckt und nach ihm benannt.
George Murray, Leiter des Geographical Survey of Egypt, kartierte die Fundstelle in den 1930er-Jahren, David Peacock von der Universität Southampton führte 1994–1998 Feldbegehungen und Grabungen durch.
1998 fand unter der Leitung von Steven Sidebotham (Universität von Delaware) ein Survey der Via Porphyrites statt.